# Кристина Гарсия
Кристина Гарсия (на испански: Cristina García) е мексиканска писателка и сценаристка. Реализира кариерата си в мексиканската компания „Телевиса“.
Сред най-известните ѝ сценарии на теленовели са: Три жени (1999), Под същата кожа (2003), В името на любовта (2008), Когато се влюбиш (2010), Смела любов (2012), Искам да те обичам (2013) и Не ме оставяй (2015).

## Творчество

### Оригинални истории

#### Теленовели
- Изгарящ огън (2021) с Марта Карийо
- Искам да те обичам (2013/14) с Марта Карийо
- Смела любов (2012) с Марта Карийо, сюжетът се базира на теленовелата С чиста кръв от Мария Саратини[1] и историята En los cuernos del amor, създадена от Марта Карийо, Кристина Гарсия и Денис Пфейфер[2]
- Под същата кожа (2003) с Марта Карийо
- Три жени (1999/2000) с Марта Карийо

#### Сериали
- Жените в черно (2016) с Марта Карийо
- S.O.S.: Sexo y otros secretos (2007/08) с Марта Карийо и Бенхамин Кан

### Адаптации
- Моята тайна (2022) с Марта Карийо, оригинал от Мариса Гаридо
- И утре ще бъде друг ден (2018) с Марта Карийо, оригинал от Хосе Игнасио Валенсуела
- Не ме оставяй (2015/16) с Марта Карийо, оригинал от Ерик Вон и Лиляна Абуд[3]
- Когато се влюбиш (2010/11) с Марта Карийо, оригинал от Каридад Браво Адамс
- В името на любовта (2008/09) с Марта Карийо, оригинал от Хосе Куаутемок Бланко и Мария дел Кармен Пеня
- Моята съдба си ти (2000) с Марта Карийо, оригинал от Кармен Даниелс и Хорхе Лосано Сориано

### Нови версии, пренаписани от нея
- Моята вечна любов (2024) с Марта Карийо, нова версия на Три жени.

### Нови версии, пренаписани от други
- Virinaj sekretoj (2015) – гръцка версия на S.O.S.: Секс и други тайни.

### ТВ предавания
- Ay amor (2003)
- Operación triunfo (2002)

## Награди и номинации
Награди TVyNovelas
| Година | Категория                       | Теленовела         | Резултат   |
| ------ | ------------------------------- | ------------------ | ---------- |
| 2016   | Най-добра история или адаптация | Не ме оставяй      | Печели     |
| 2013   | Най-добра история или адаптация | Смела любов        | Печели     |
| 2010   | Най-добра история или адаптация | В името на любовта | Номинирана |